# ロングデイズ・ジャーニー この夜の涯てへ
『ロングデイズ・ジャーニー この夜の涯てへ』（-このよるのはてへ、原題：地球最后的夜晩、英題：Long Day's Journey Into Night）は、2018年の中国・フランス合作映画。
父の死を機に12年ぶりに故郷に戻ってきた男が、忘れられない運命の女の面影を求めて彷徨う心の旅路を、夢とうつつが交錯する幻想的な筆致で描いたヒューマンドラマ映画。3Dバージョンでは途中で2Dから3Dに切り替わり、後半60分は3Dのワンシークエンスショットになるという演出がある。
第71回カンヌ国際映画祭「ある視点」部門に出品。第19回東京フィルメックスで学生審査員賞を受賞。

## ストーリー
ルオ・ホンウは、父親の死をきっかけに12年ぶりに故郷の凱里に戻る。ここでは、幼馴染がヤクザのヅオに殺されたり、母親が自分を捨てて養蜂家の男と出て行ったりと、良い思い出はない。だが、ワン・チーウェンという女性の面影はルオの心から離れない。12年前、ルオはヅオの愛人だった彼女に出会い、二人は深い仲になった。
そして、ワンがルオとの子どもを堕胎し、凱里に戻ったヅオに二人の関係がバレてルオはヅオのリンチにあうが、ワンにそそのかされたルオはヅオを射殺したのだった。
父の遺品から、女の写真とタイ・チャオメイという人物の連絡先が見つかる。ルオは刑務所に服役中のタイ・チャオメイという女に面会し、ワン・チーウェンについて尋ねるが知らないと言い、だが写真の女は旁海という町にいると教えられる。
旁海のホテルでワンを探すルオは、女ならダンマイのパーラーで歌っていると聞き、ルオはダンマイに行って、女の店が開くまで映画館で時間をつぶす。
ルオは映画館で、現実と記憶と夢が交わるミステリアスな旅に出る（漠とした夢の世界に入る）。真っ暗な中、薄明りのライトで探りながら着いたステージでは歌謡ショーが行われていて、ワンにそっくりなカイチェンという女がこの店を仕切っている。閉店で出ようとすると鍵が見つからず、「回せば空を飛べる卓球ラケット」を回して二人は上空へ飛び、再び歌謡ショー会場に降りる。
会場ではイカレ女がうろつき、ルオはその後を付けた。すると養蜂家の家に着き、イカレ女はタイ・チャオメイと名乗ったが、面影はルオの母のようでもある。その女からルオは時計をもらう。
ルオはステージ楽屋にいるカイチェンの元に行く。女が彼にくれた時計をカイチェンに贈り、お返しに花火をもらう。
そしてカイチェンが彼を案内した部屋は、母の思い出が残る部屋だ。そこでルオは呪文を唱え、キスをする二人の周りを部屋は回転し始め、花火は消えることなく火花を散らし続けている。

## キャスト
- ワン・チーウェン／カイチン：タン・ウェイ
- ルオ・ホンウ：ホアン・ジエ
- 白猫の母／赤毛の女：シルヴィア・チャン
- ヅォ・ホンユエン：チェン・ヨンゾン
- 白猫：リー・ホンチー
- 白猫の子供の頃：ルオ・フェイヤン
- ポケベル：ツアン・メイフイツィ
- チーウェンの元夫：トゥアン・ジュンハオ
- 女囚タイ・チャオメイ：ビー・ヤンミン
- ヅォの刺客・赤髪の女の愛人：シエ・リークン
- シャオファン・レストランの女：ジ・クシ
- 警官：ミン・ダオ
- ビリヤード場の黄色い髪の男：ロン・ザースー

## スタッフ
- 監督・脚本：ビー・ガン
- 美術：リウ・チアン
- 撮影：ヤオ・ホンイー、ドン・ジンソン、ダーヴィッド・シザレ
- 照明：ウォン・チーミン
- 録音：リー・ダンフェン
- 編集：イエナン・チン
- 音楽：リン・チャン、ポイント・スー
- 衣装：イエ・チューチェン、リー・ファ
- プロデューサー：シャン・ゾーロン
- プロデューサー補：シャルル・ギルバート